# 和佐野健一
和佐野健一（わさの けんいち）は、主に映画やテレビドラマを手掛ける日本のプロデューサー。東映所属。

## 作品

### プロデュース[1][2]
- 仮面ライダーカブト（2006年）
- 獣拳戦隊ゲキレンジャー（2007年）
- 炎神戦隊ゴーオンジャー（2008年）
- 仮面ライダーディケイド（2009年）
- 柳生武芸帳（2010年）
- 853〜刑事・加茂伸之介（2010年）
- 警視庁取調官 落としの金七事件簿（2010年）
- ホンボシ〜心理特捜事件簿〜（2011年）
- 妄想捜査〜桑潟幸一准教授のスタイリッシュな生活（2012年）
- 灰色の虹（2012年）
- 特捜最前線×プレイガール2012（2012年）
- 遺留捜査（2012-2015年）
- スペシャリスト (テレビドラマ)（2013-2016年）
- ホゴカン 熱血保護司・村雨晃司の事件簿（2013年）
- 冤罪死刑（2013年）
- TEAM -警視庁特別犯罪捜査本部（2014年）
- 最後の証人 （2015年）
- 刑事7人（2015-2023年）
- 検事の本懐（2015年）
- 検事の死命（2015年）
- 迷宮捜査（2015年）
- 検事・佐方 ～裁きを望む～（2019年）
- 刑事ゼロ（2020年）
- IP〜サイバー捜査班（2021年）
- Game Of Spy(2022年）
- 監察の一条さん（2022年）
- 大奥 (フジテレビの時代劇)（2024年）
- でっちあげ〜殺人教師と呼ばれた男（2025年）[3]